# Copris potanini
Copris potanini är en skalbaggsart som beskrevs av Semenov 1891. Copris potanini ingår i släktet Copris och familjen bladhorningar. Inga underarter finns listade i Catalogue of Life.